# Нијепор-Делаж NiD-32
Нијепор-Делаж NiD-32 (фр. Nieuport-Delage NiD-32) је једноседи француски ловачки авион који је производила фирма Нијепор-Делаж (фр. Nieuport-Delage). Први лет авиона је извршен 1919. године. 

Највећа брзина авиона при хоризонталном лету је износила 230 km/h.
Практична највећа висина током лета је износила 7800 метара а брзина успињања 208 метара у минути. Распон крила авиона је био 9,70 метара, а дужина трупа 6,70 метара. Празан авион је имао масу од 603 kg. Нормална полетна маса износила је око 857 kg.

## Наоружање
| Наоружање авиона: Нијепор-Делаж |          |
| Ватрено (стрељачко) наоружање   |          |
| Топ                             |          |
| Митраљез                        |          |
| Број и ознака митраљеза         | 2 Викерс |
| Калибар                         | 7,7      |
| Бомбардерско наоружање (бомбе)  |          |
| Ракетно наоружање (ракете)      |          |